# Rešica
Rešica (allemand : Hainburg an der Moldau) , est un village de Slovaquie situé dans la région de Košice.

## Histoire
Première mention écrite du village en 1319.
La localité fut annexée par la Hongrie après le premier arbitrage de Vienne le 2 novembre 1938. En 1938, on comptait 504 habitants dont 6 d'origines juives. Elle faisait partie du district de Cserhát-Encs (hongrois : Cserhát-encsi járás). Le nom de la localité avant la Seconde Guerre mondiale était Rešta/Resta. Durant la période 1938 - 1945, le nom hongrois Reste était d'usage. À la libération, la commune a été réintégrée dans la Tchécoslovaquie reconstituée.

## Démographie

### Évolution de la population
| Année:               | 1994. | 2004.   | 2014.    | 2024. |
| -------------------- | ----- | ------- | -------- | ----- |
| Nombre de personnes: | 382   | 363     | 325      | 364   |
| Différence:          |       | -4,97 % | -10,46 % | +12 % |

| Année:               | 2023. | 2024.   |
| -------------------- | ----- | ------- |
| Nombre de personnes: | 352   | 364     |
| Différence:          |       | +3,40 % |